# HTR-10
HTR-10 — це ядерний реактор з газовим охолодженням (HTGR) на гранульованому паливі потужністю 10 МВт в університеті Цінхуа в Китаї. Будівництво почалося в 1995 році, досягнувши свого першого критичного стану в грудні 2000 року, і було запущено на повну потужність у січні 2003 року.
Два реактори HTR-PM, збільшені версії HTR-10 потужністю 250 МВт, були встановлені на атомній електростанції Shidao Bay поблизу міста Rongcheng у провінції Шаньдун і досягли першої критичності у вересні 2021 року.

## Розробка
HTR-10 створено за зразком німецького HTR-MODUL.  Як і HTR-MODUL, HTR-10 вважається фундаментально безпечнішим, потенційно дешевшим і ефективнішим, ніж інші конструкції ядерних реакторів. Температура на виході коливається від 700 до 950 °C, що дозволяє цим реакторам ефективно генерувати водень як побічний продукт, таким чином постачаючи недороге та екологічно чисте паливо для транспортних засобів, що працюють на паливних елементах.
HTR-10 — це реактор HTGR з гальковим шаром, який використовує сферичні тепловиділяючі елементи з частинками палива з керамічним покриттям. Активна зона реактора має діаметр 1,8 м, середню висоту 1,97 м і об’єм 5,0 м³ і оточена графітовими відбивачами . Активна зона складається з 27 000 паливних елементів. У тепловиділяючих елементах використовується низькозбагачений уран із розрахунковим середнім вигорянням 80 000 МВт·день/т. Тиск першого контуру гелієвого теплоносія 3,0 МПа. 